# Elisabeth Schmidt (Politikerin, 1920)
Elisabeth Schmidt (* 27. November 1920 in Wien; † 31. Jänner 2012 in Melk) war eine österreichische Politikerin (ÖVP) und Hausfrau. Schmidt war von 1972 bis 1975 Mitglied des Bundesrates und von 1975 bis 1983 Abgeordnete zum Nationalrat.

## Leben
Schmidt besuchte von 1930 bis 1938 ein Realgymnasium. Danach war sie zwischen 1938 und 1945 als Sekretärin und in der Folge als Hausfrau tätig.
Schmidt engagierte sich zwischen 1960 und 1968 als Ortsleiterin der Österreichischen Frauenbewegung in Melk und war zudem im Bezirk Melk zwischen 1961 und 1986 als Bezirks- und Hauptbezirksleiterin der Österreichischen Frauenbewegung aktiv. Danach war Schmidt von 1969 bis 1988 Bezirks- und Hauptbezirksleiterin der Österreichischen Frauenbewegung St. Pölten. Des Weiteren engagierte sie sich zwischen 1964 und 1967 als Landessozialreferentin der Niederösterreichischen Frauenbewegung, war von 1965 bis 1974 Landesleiterin der Katastrophenhilfe Niederösterreich und von 1967 bis 1970 geschäftsführende Landesleiterin der Niederösterreichischen Frauenbewegung. Von 1970 bis 1983 übernahm sie schließlich das Amt der Landesleiterin der Niederösterreichischen Frauenbewegung, ab 1974 war sie zudem Stellvertretende Bundesleiterin.
Schmidt war vom 24. Februar 1972 bis zum 4. November 1975 Mitglied des Bundesrates und vom 4. November 1975 bis zum 18. Mai 1983 Abgeordnete zum Nationalrat.

## Auszeichnungen
- Großes Silbernes Ehrenzeichen für Verdienste um die Republik Österreich
- Goldenes Ehrenzeichen für Verdienste um das Bundesland Niederösterreich
- Silbernes Ehrenzeichen für Verdienste um das Bundesland Niederösterreich